# Batán
Batán je rijeka u Kolumbiji, pritoka rijeke Guavio. Pripada porječju rijeke Magdalene.